# Platyphanes punctipennis
Platyphanes punctipennis is een keversoort uit de familie zwartlijven (Tenebrionidae). De wetenschappelijke naam van de soort is voor het eerst geldig gepubliceerd in 1911 door Carter.